# Allamps
Allamps est une commune française située dans le département de Meurthe-et-Moselle, en Lorraine, dans la région administrative Grand Est.

## Géographie

### Localisation
La commune fait partie de l'aire d'attraction de Nancy, de la zone d'emploi de cette ville et du bassin de vie de Toul.

### Communes limitrophes
Les communes limitrophes sont  Barisey-au-Plain, Barisey-la-Côte, Blénod-lès-Toul, Bulligny, Saulxures-lès-Vannes et Vannes-le-Châtel.
| Vannes-le-Châtel     | Blénod-lès-Toul      | Bulligny         |
| Vannes-le-Châtel     | Allamps              | Barisey-la-Côte  |
| Saulxures-les-Vannes | Saulxures-les-Vannes | Barisey-au-Plain |

### Géologie et relief
La superficie de la commune est de 7,21 km2 ; son altitude varie de 270  à   422 mètres.

### Hydrographie
La commune est traversée par la ligne de partage des eaux entre les bassins versants du Rhin et de la Meuse au sein du bassin Rhin-Meuse. Elle est drainée par le ruisseau de l'Étang de Allamps et le ruisseau des Naux,.

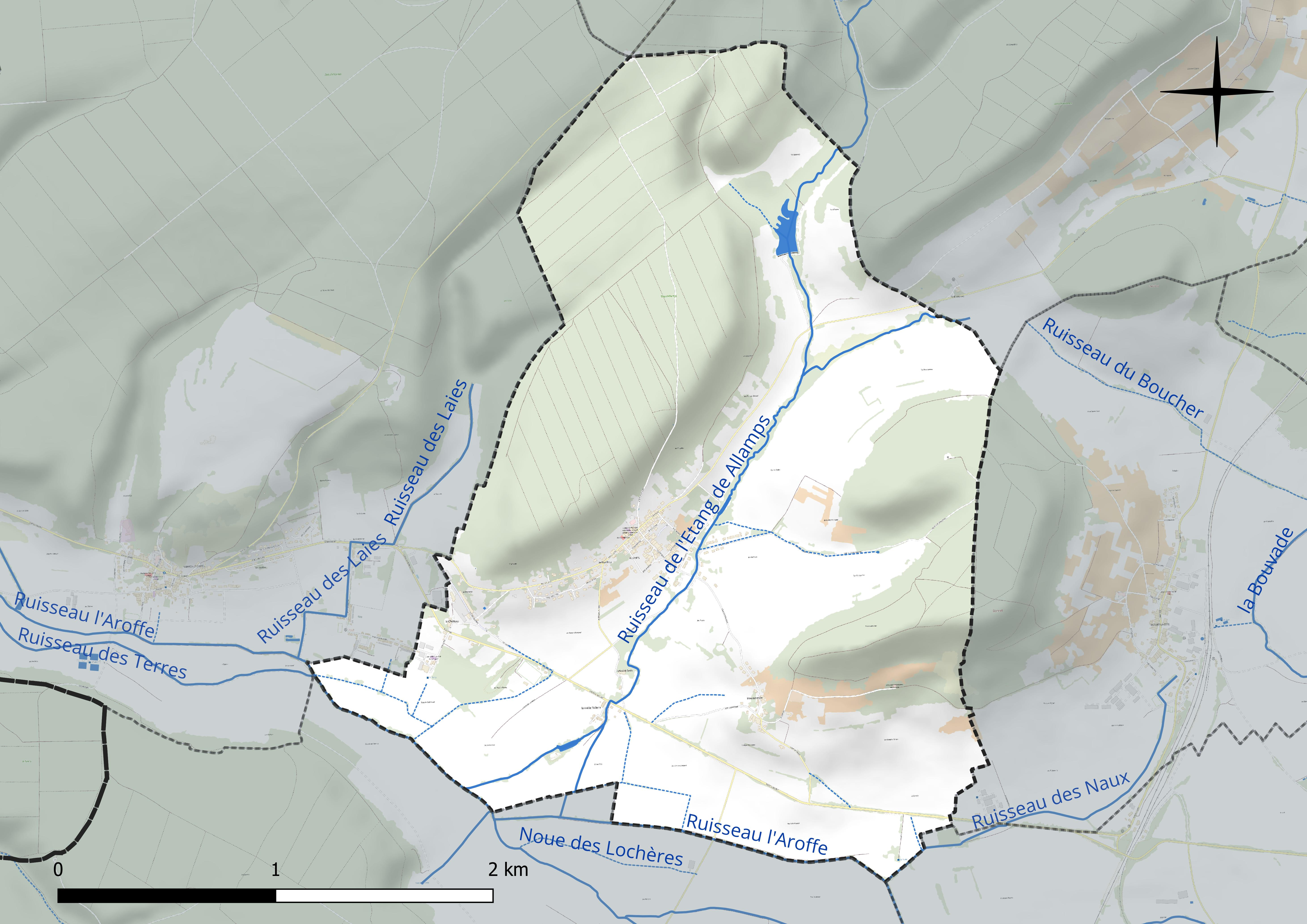
Réseau hydrographique d'Allamps.

### Climat
Pour des articles plus généraux, voir Climat du Grand Est et Climat de Meurthe-et-Moselle.
En 2010, le climat de la commune est de type climat des marges montargnardes, selon une étude du Centre national de la recherche scientifique s'appuyant sur une série de données couvrant la période 1971-2000. En 2020, Météo-France publie une typologie des climats de la France métropolitaine dans laquelle la commune est exposée à un climat océanique altéré et est dans la région climatique Lorraine, plateau de Langres, Morvan, caractérisée par un hiver rude (1,5 °C), des vents modérés et des brouillards fréquents en automne et hiver.
Pour la période 1971-2000, la température annuelle moyenne est de 9,7 °C, avec une amplitude thermique annuelle de 16,8 °C. Le cumul annuel moyen de précipitations est de 919 mm, avec 13,3 jours de précipitations en janvier et 9,6 jours en juillet. Pour la période 1991-2020, la température moyenne annuelle observée sur la station météorologique de Météo-France la plus proche, « Nancy-Ochey », sur la commune d'Ochey à 11 km à vol d'oiseau, est de 10,5 °C et le cumul annuel moyen de précipitations est de 810,4 mm. 
La température maximale relevée sur cette station est de 39,6 °C, atteinte le 25 juillet 2019 ; la température minimale est de −19,1 °C, atteinte le 12 janvier 1987,,.
Les paramètres climatiques de la commune ont été estimés pour le milieu du siècle (2041-2070) selon différents scénarios d'émission de gaz à effet de serre à partir des nouvelles projections climatiques de référence DRIAS-2020. Ils sont consultables sur un site dédié publié par Météo-France en novembre 2022.

## Urbanisme

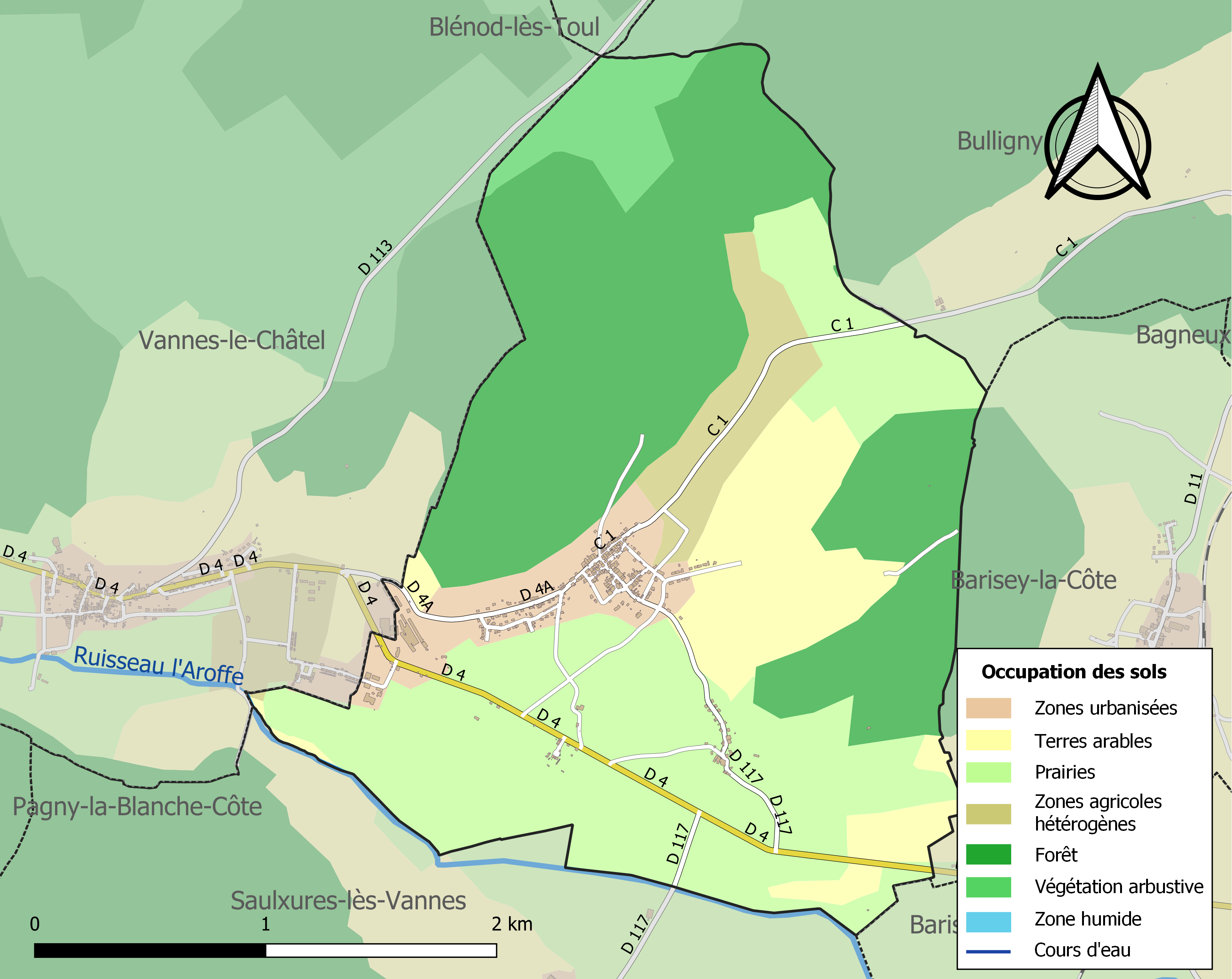
Carte des infrastructures et de l'occupation des sols de la commune en 2018 (CLC).

Synjthèse du plan cadastral avec mention des lieux-dits.

### Typologie
Au 1er janvier 2024, Allamps est catégorisée commune rurale à habitat dispersé, selon la nouvelle grille communale de densité à sept niveaux définie par l'Insee en 2022.
Elle est située hors unité urbaine. Par ailleurs la commune fait partie de l'aire d'attraction de Nancy, dont elle est une commune de la couronne,. Cette aire, qui regroupe 353 communes, est catégorisée dans les aires de 200 000 à moins de 700 000 habitants,.

### Occupation des sols
L'occupation des sols de la commune, telle qu'elle ressort de la base de données européenne d’occupation biophysique des sols Corine Land Cover (CLC), est marquée par l'importance des territoires agricoles (52,3 % en 2018), en diminution par rapport à 1990 (54,4 %). La répartition détaillée en 2018 est la suivante : forêts (37 %), prairies (34,9 %), terres arables (11,8 %), zones urbanisées (6,8 %), zones agricoles hétérogènes (5,3 %), milieux à végétation arbustive et/ou herbacée (4 %), cultures permanentes (0,2 %). L'évolution de l’occupation des sols de la commune et de ses infrastructures peut être observée sur les différentes représentations cartographiques du territoire : la carte de Cassini (XVIIIe siècle), la carte d'état-major (1820-1866) et les cartes ou photos aériennes de l'IGN pour la période actuelle (1950 à aujourd'hui).

### Lieux-dits, hameaux et écarts
- Vieille Taillerie, la Grand-Saulx et Housselmont.

### Habitat et logement
En 2020, le nombre total de logements dans la commune était de 242, alors qu'il était de 229 en 2015 et de 221 en 2010.
Parmi ces logements, 89,1 % étaient des résidences principales, 2,9 % des résidences secondaires et 8 % des logements vacants. Ces logements étaient pour 96,5 % d'entre eux des maisons individuelles et pour 3 % des appartements.
Le tableau ci-dessous présente la typologie des logements à Allamps en 2020 en comparaison avec celle de Meurthe-et-Moselle et de la France entière. Une caractéristique marquante du parc de logements est ainsi une proportion de résidences secondaires et logements occasionnels (2,9 %) supérieure à celle du département (2,1 %) mais inférieure à celle de la France entière (9,7 %).
| Typologie                                               | Allamps | Meurthe-et-Moselle | France entière |
| ------------------------------------------------------- | ------- | ------------------ | -------------- |
| Résidences principales (en %)                           | 89,1    | 88,6               | 82,1           |
| Résidences secondaires et logements occasionnels (en %) | 2,9     | 2,1                | 9,7            |
| Logements vacants (en %)                                | 8       | 9,3                | 8,2            |

## Toponymie
Le nom du village est attesté sous la forme Alonum dès le VIe siècle, puis Alun, Alomps, Alampum (forme latinisée artificielle) et Allamps depuis au moins 1700, même si courant XVIIIe siècle et début XIXe siècle on rencontre encore des variantes (Alan, Allans)[réf. nécessaire].
Albert Dauzat et Charles Rostaing recensent à l'article Allamps (les formes du type Allon(n)e(s) étant les plus fréquentes), tous les toponymes et hydronymes dérivés d’Alauna, Alona qui semble être une épithète celtique de divinité, bien attestée dans l'épigraphie gallo-romaine, associée par exemple à Mercure : Genio Mercurii Alauni (CIR, 1717) ou encore à Auguste : Sacro Alaunarum Augusti nostri (CIL III, 1883, Munich). Pierre-Yves Lambert y voit la signification de « nourricier » sur le thème celtique ala signifiant nourrir, avec un suffixe d'agent issu de -mn-.

## Histoire

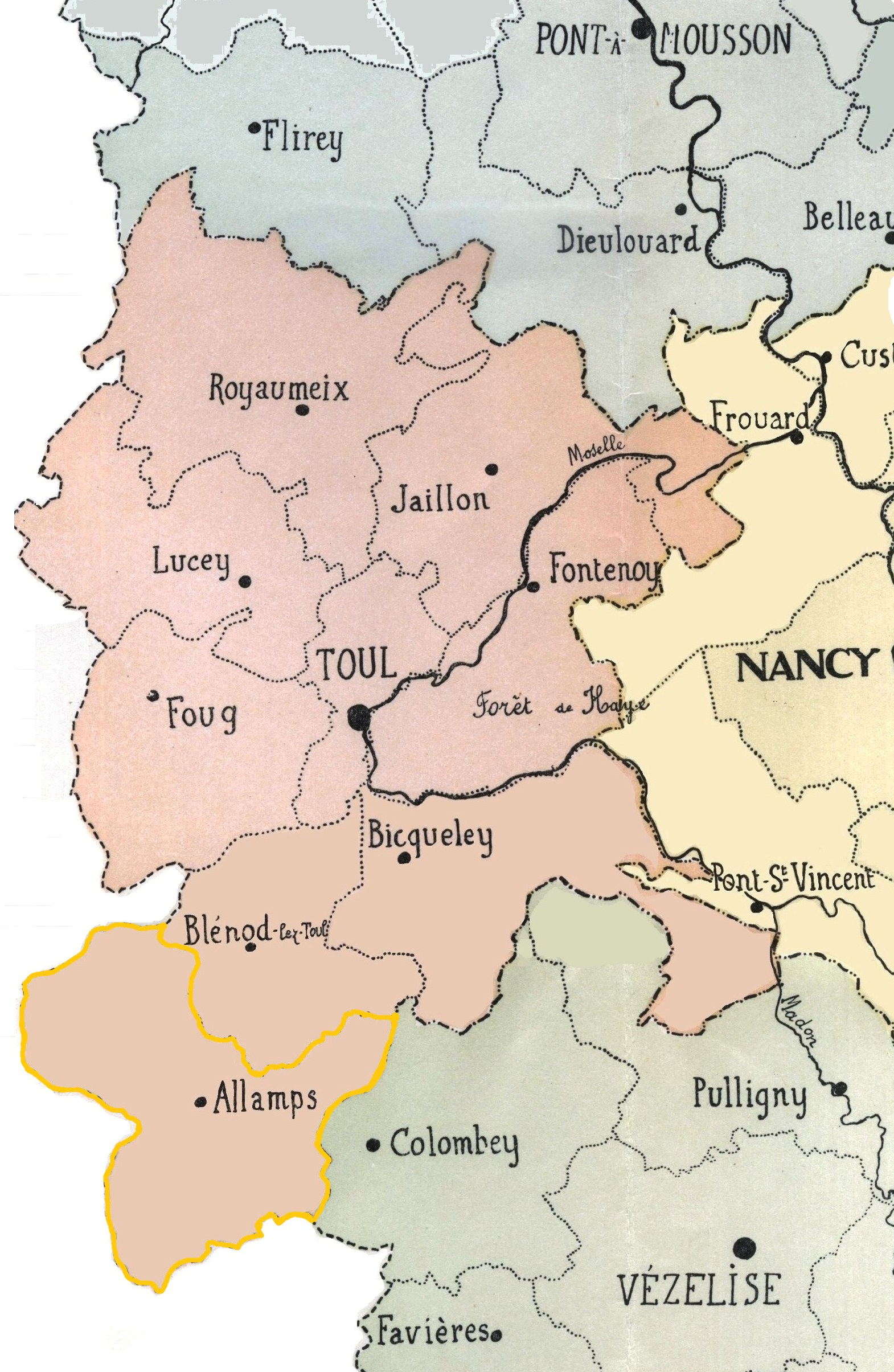
Situation du canton d'Allamps dans le district de Toul, d'après la réforme administrative de 1793

### Moyen Âge
Le village d'Alonum est compris dans la donation faite le roi Dagobert à l'évêque de Toul, Teutefrid en 622. Depuis cette époque, et jusqu'en 1790, Allamps fait partie du domaine temporel de l'évêque de Toul, compris dans l'ensemble des Trois-Évêchés. Et ce, même si, depuis 1388, sur décision de Robert, duc de Bar, les habitants du village sont sous la protection dudit duc.

### Révolution française et Empire
En 1790, en suite de la départementalisation décrétée par l'Assemblée nationale constituante, Allamps devient chef-lieu du canton d'Allamps, l'un des neuf cantons du district de Toul, dans le département de la Meurthe.

### La verrerie
Une verrerie y est fondée en 1765 par la comtesse de Mazirot pour valoriser l'exploitation de ses bois. Elle devint propriété de Nicolas Griveau de 1788 à 1823, puis de la famille Schmidt jusqu'en 1908, puis des Bourbonneux  jusqu'en 1960, ensuite de la Compagnie Française du Cristal CFC, et enfin de la Société Daum de Nancy.
Cette verrerie était appelée "Verrerie-cristallerie de Vannes-le-Châtel", bien que située sur le territoire de la commune d'Allamps, car ses propriétaires habitaient le château de la commune voisine de Vannes-le-Châtel

### Époque contemporaine
H Lepage écrit dans son dictionnaire des communes au sujet de ce territoire pour la période du XIXe siècle : « On s'y adonne au labourage et à la culture de la vigne, et l'espèce dominante de bestiaux qu'on y élève sont les moutons et les porcs. Il y a, sur le territoire de cette commune, trois moulins alimentés par des sources qui jaillissent sur le ban, et qui forment un étang nommé l'Etange. Outre ces usines, le territoire d'Allamps renferme la verrerie de Vannes, située, ainsi que l'un des moulins, sur la route départementale de Vézelise à Vaucouleurs. On fabrique, dans le premier de ces établissements, dont MM.Schmid frères sont propriétaires, de la gobeletterie en tout genre »
Le village a donc eu une tradition agricole et viticole
Au début de la Seconde Guerre mondiale, lors de la Bataille de France, 19 juin 1940, le lieutenant Gérard Clerc, officier de réserve natif d'Ile-de-France, courtier en coton de profession, avec six de ses compagnons, Jean Lambert, Robert Bassy, Gabriel Fromeux, Jules Hennecent, Raymond Boucher et Louis Séguin, tente d'empêcher l'occupation du village par les armées nazies. Les corps sans vie de ces sept soldats sont retrouvés le 20 juin, à l'aube, çà et là par les habitants du village. La dépouille du lieutenant Clerc se trouvait de l'actuelle MJC du village. Depuis 1945, la rue où se sont déroulés les combats et où furent tués ces soldats, est dénommée rue du Lieutenant-Clerc. Six de ces soldats ont été inhumés dans le cimetière d'Allamps, avec l'accord de leurs familles.
Le 4 mars 1971, Allamps fusionne avec Housselmont sous le régime de la fusion simple[réf. nécessaire].

## Politique et administration

### Rattachements administratifs et électoraux

#### Rattachements administratifs
La commune se trouve depuis 1943 dans l'arrondissement de Toul du département de la Meurthe-et-Moselle.
Après avoir été fugacement chef-lieu du canton d'Allamps de 1793 à 1901, la commune faisait partie depuis lors du canton de Colombey-les-Belles. Dans le cadre du redécoupage cantonal de 2014 en France, cette circonscription administrative territoriale a disparu, et le canton n'est plus qu'une circonscription électorale.

#### Rattachements électoraux
Pour les élections départementales, la commune fait partie depuis 2014 du canton de Meine au Saintois
Pour l'élection des députés, elle fait partie de la cinquième circonscription de Meurthe-et-Moselle.

### Intercommunalité
Allamps est membre de la communauté de communes du Pays de Colombey et du Sud Toulois, un établissement public de coopération intercommunale (EPCI) à fiscalité propre créé en 2001 et auquel la commune a transféré un certain nombre de ses compétences, dans les conditions déterminées par le code général des collectivités territoriales.

### Liste des maires
| Période                                  | Période                        | Identité              | Étiquette | Qualité                                                                                   |
| ---------------------------------------- | ------------------------------ | --------------------- | --------- | ----------------------------------------------------------------------------------------- |
| Les données manquantes sont à compléter. |                                |                       |           |                                                                                           |
|                                          | 1965                           |                       |           |                                                                                           |
| 1965                                     | 1995                           | Claude Vosgien        | SE        |                                                                                           |
| 1995                                     | 2000                           | Daniel Jussenhoven    | DVD       |                                                                                           |
| 2000                                     | 2001                           | Yvette Fringant       | DVD       |                                                                                           |
| 2001                                     | 2014                           | Christian Daynac      | DVG       | Président de la CC du Pays de Colombey et du Sud Toulois ( ? → 2014)                      |
| mars 2014                                | mars 2023                      | Jean-François Baltard |           | Ancienne profession intermédiaire Démissionnaire                                          |
| juin 2023                                | En cours (au 30 novembre 2023) | Denis Vallance        |           | Profession libérale Vice-président de la CC du Pays de Colombey et du Sud Toulois ( ? → ) |

## Équipements et services publics

### Éducation populaire
La Maison des Jeunes et de la Culture d’Allamps est une association d’éducation populaire créée en 1955 qui propose de nombreuses animations.

## Population et société

### Démographie
L'évolution du nombre d'habitants est connue à travers les recensements de la population effectués dans la commune depuis 1793. Pour les communes de moins de 10 000 habitants, une enquête de recensement portant sur toute la population est réalisée tous les cinq ans, les populations de référence des années intermédiaires étant quant à elles estimées par interpolation ou extrapolation. Pour la commune, le premier recensement exhaustif entrant dans le cadre du nouveau dispositif a été réalisé en 2008.

En 2022, la commune comptait 501 habitants, en évolution de −2,91 % par rapport à 2016 (Meurthe-et-Moselle : −0,13 %, France hors Mayotte : +2,11 %).
| 1793 | 1800 | 1806 | 1821 | 1831 | 1836 | 1841 | 1846 | 1851 |
| ---- | ---- | ---- | ---- | ---- | ---- | ---- | ---- | ---- |
| 340  | 367  | 477  | 447  | 466  | 455  | 456  | 507  | 522  |

| 1856 | 1861 | 1872 | 1876 | 1881 | 1886 | 1891 | 1896 | 1901 |
| ---- | ---- | ---- | ---- | ---- | ---- | ---- | ---- | ---- |
| 502  | 504  | 633  | 622  | 564  | 476  | 464  | 458  | 490  |

| 1906 | 1911 | 1921 | 1926 | 1931 | 1936 | 1946 | 1954 | 1962 |
| ---- | ---- | ---- | ---- | ---- | ---- | ---- | ---- | ---- |
| 507  | 461  | 378  | 377  | 386  | 396  | 392  | 423  | 510  |

| 1968 | 1975 | 1982 | 1990 | 1999 | 2006 | 2008 | 2013 | 2018 |
| ---- | ---- | ---- | ---- | ---- | ---- | ---- | ---- | ---- |
| 485  | 434  | 438  | 515  | 511  | 517  | 519  | 531  | 503  |

| 2022 | - | - | - | - | - | - | - | - |
| ---- | - | - | - | - | - | - | - | - |
| 501  | - | - | - | - | - | - | - | - |

## Économie

### Secteur primaire ouAgriculture
Le secteur primaire comprend, outre les exploitations agricoles et les élevages, les établissements liés à l’exploitation de la forêt et les pêcheurs.
D'après le recensement agricole 2010 du Ministère de l'agriculture (Agreste), la commune d' Allamps était majoritairement orientée sur la polyculture et le poly - élevage (auparavant production de fruits et autres cultures permanentes) sur une surface agricole utilisée d'environ 8 hectares (inférieure à la surface cultivable communale) en forte baisse depuis 1988 - Le cheptel en unité de gros bétail s'est réduit de 96 à 15 entre 1988 et 2010. Il n'y avait plus que 3 (4 auparavant) exploitation(s) agricole(s) ayant leur siège dans la commune employant 1 unité(s) de travail. (4 auparavant)

## Culture locale et patrimoine

### Lieux et monuments
- Église Saint-Pierre-et-Saint-Paul, du XIIIe siècle, fortifiée ; abside XIXe siècle, portail Renaissance, trois nefs de quatre travées ; chapiteaux à crochets. Cet édifice est inscrit au titre des monuments historiques depuis 1926[30].
- Chapelle Notre-Dame-des-Gouttes à Housselmont, du XVIIe siècle ; croix de chemin.
- Cristalleries de Daum et de Sèvres (anciennement Verrerie Schmidt fondée en 1765)[18].

### Personnalités liées à la commune
- Louis-Nicolas Griveau, ex-notaire à Paris, exilé à Vannes-le-Châtel.

### Héraldique
| Blason de Allamps | Blason  | Écartelé d'azur à deux bars adossés d'or accompagnés de quatre croisettes recroisetées au pied fiché du même, et d'azur à la coupe d'argent au chef cousu* de gueules chargé de trois cailloux d'argent. |
| Blason de Allamps | Détails | Les armes du Barois (aux places d'honneur) rappellent la protection assurée sur la ville par le Duc de Bar, dès 1388. Le chef cousu aux 2d et 3e est une concession des armoiries du Diocèse de Toul, dont dépend la paroisse du lieu. Les cailloux de la lapidation de Saint-Etienne évoquent l'évêché de Toul, dont dépendait la paroisse d'Allamps. Le gobelet symbolise la verrerie. Armoiries adoptées en 1979. |